# Vid Pečjak
Profesor Vid Pečjak, pseudonym Div Kajčep, (7. ledna 1929, Lublaň, Slovinsko – 27. února 2016, Bled) byl slovinský spisovatel, psycholog a vysokoškolský pedagog.
Během svého života napsal zhruba 90 různých knih, šlo o psychologické novely, dva cestopisy a zejména o literaturu v žánru sci-fi. Mezi jeho nejznámější knihy patří dětská sci-fi kniha Ondra a tři Marťánkové, která byla v roce 1963 vydána poprvé i češtině.
Debutoval pod pseudonymem Huerto Lopez knihou V objemu zelenega pekla (česky: V objetí zeleného pekla, 1956), z této doby pak pochází i jeho básnická prvotina Živali v ukrivljenem zrcalu (Žili v pokřiveném zrcadle).